# Partida de ajedrez (Sofonisba Anguissola)
La pintura Partida de ajedrez es un óleo de Sofonisba Anguissola realizado en 1555. La pintura está firmada y fechada sobre el borde del tablero de ajedrez, donde la autora escribió: «sephonisba angvssola virgo amilcaris filia ex vera / efigie tres svas sorores et ancilam pinxit. mdlv».

## Historia
Giorgio Vasari, en una visita a Cremona, fue huésped en casa de Amilcare Anguissola y allí pudo admirar algunas pinturas de sus hijas. Sobre la Partida de ajedrez de Sofonisba Anguissola escribió: «Digo haber visto este año en Cremona, en casa de su padre y en un cuadro hecho con mucha diligencia, retratar a tres de sus hermanas, en el acto de jugar al ajedrez, y con ellas a una anciana de la casa, con tanta diligencia y prontitud, que parecen vivas, y que no les falta más que la palabra». Este es el más antiguo documento que habla de esta obra, que permaneció muchos años colgada en la casa Anguissola.
El cuadro llegó a Roma, juntos con Autorretrato a la espineta y dos dibujos de Anguissola (el Niño mordido por una gamba y otro dibujo no identificado), entre los bienes del humanista y coleccionista Fulvio Orsini, que fueron heredados luego por el cardenal Eduardo Farnesio. La Partida de ajedrez pasó después a Nápoles, en la herencia de los Farnesio que llegó a los Borbones, y que luego fue comprada por Luciano Bonaparte. Pasó de mano una vez más en 1823 y llegó a la colección donde aún se encuentra, la del Narodowe Muzeum de Poznan.
Se conocen tres grabados de este cuadro. La pintura se conserva en pobre condición, con evidentes repintes. La anciana sirvienta es la misma presente en una de las dos versiones de Autorretrato a la espineta.

### Descripción
En un ameno jardín Lucia, la tercera de las hermanas Anguissola, juega al ajedrez; enfrente de ella Minerva, la cuarta, habla con su adversaria y sus palabras atraen la atención de la hermana menor, Europa, la quinta, que sigue la partida sonriente. Minerva volverá a aparecer, ya adolescente, en el Retrato de la familia Anguissola de Sofonisba. Un Retrato de Europa fue pintado por Lucia Anguissola quizás al año siguiente. Europa Anguissola es identificable también como la niña en el dibujo a lápiz, con detalles de blanco, Anciana que estudia el alfabeto y es burlada por una niña, hoy en los Uffizi, donde está presente también la sirvienta, pero más mayor que en la Partida de ajedrez.
Lucia está en acción, mientras la aya observa la escena. Hay un claro contraste fisonómico entre las jóvenes y la anciana, entre las niñas ricas y la plebeya. Las jóvenes Anguissola portan joyas, vestidos recamados, peinados elaborados. Minerva lleva el mismo collar que la Dama que está en Berlín, identificada con Blanca Ponzoni Anguissola, la madre de las tres chiquillas alrededor del tablero. La pequeña disputa entre las dos hermanas se desarrolla en el ámbito doméstico, donde circulan afectos, pero donde el antagonismo en el juego es también real.
En el hermoso jardín se yergue un viejo roble, de abundante follaje: es símbolo de la solidez de las relaciones familiares. Un paisaje azulado, a la flamenca, ocupa el fondo.
En el refinado programa educativo de las jóvenes Anguissola estaban comprendidas lecciones de pintura y de música al clavicémbalo. Conocían textos de poesía, en latín e italiano; sabían tejer y bordar. Pertenecían al núcleo intelectual de la ciudad de Cremona.

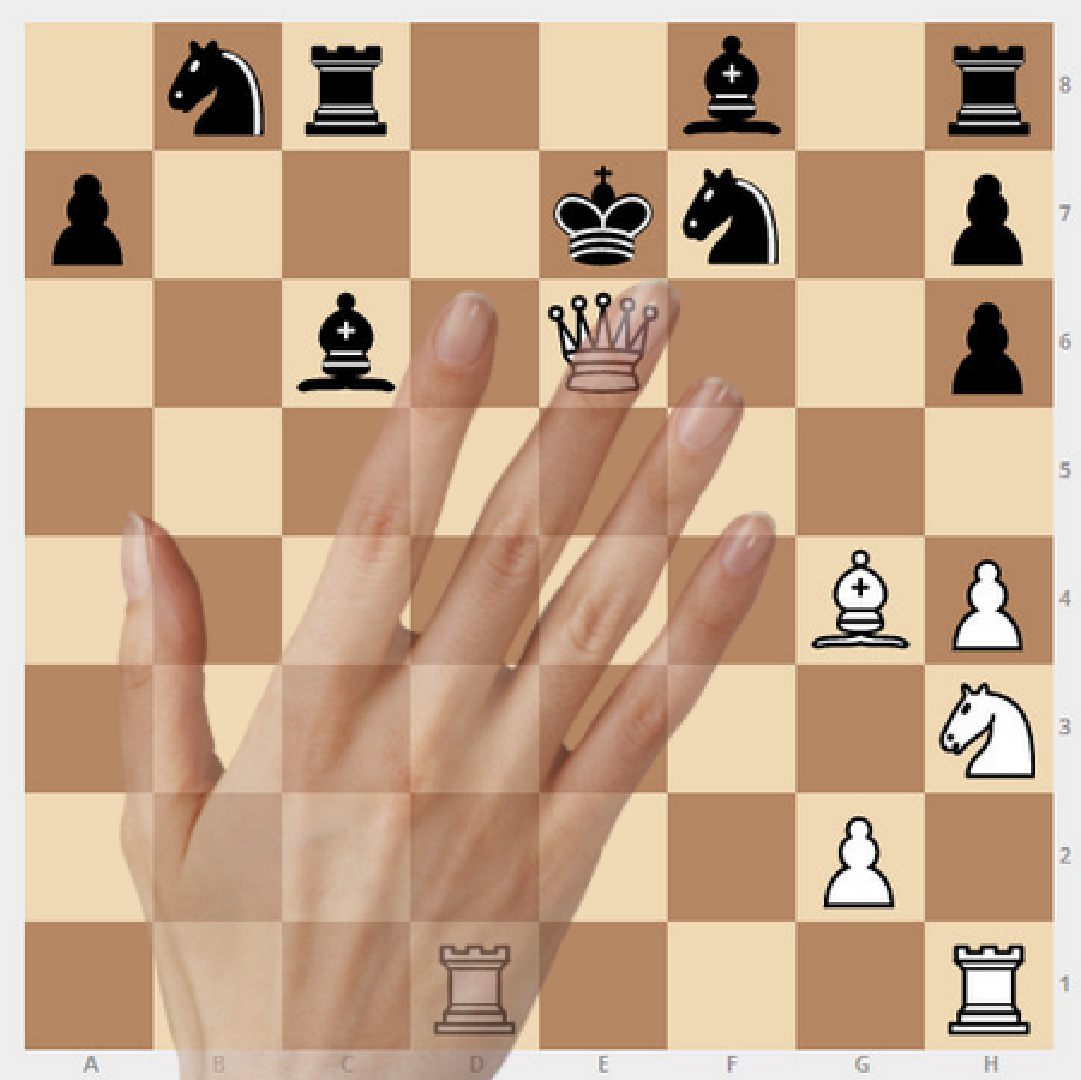
Lucia y Minerva Anguissola juegan al ajedrez (reconstrucción de la partida).

### El juego del ajedrez
El poema juvenil del poeta cremonés y obispo de Alba Marco Girolamo Vida, titulado Scacchia ludus, había sido reeditado hacía poco (en 1550). Se conoce un lienzo de Giulio Campi, donde también se ven jugadores de ajedrez. Este juego formaba parte de la formación humanista y estaba considerado un excelente ejercicio intelectual para una mujer; al contrario los juegos de cartas y los dados eran despreciados por los intelectuales y acomodados más cultos, porque se basaban en la suerte y no en el ingenio.
Desde el siglo XV, por influencia del amor cortés, en el ajedrez occidental la reina o dama es la pieza más poderosa, cuyos movimientos imitan los de todas las otras piezas excepto el caballo; las reinas tienen además la posibilidad de recuperar un peón. Marco Girolamo Vigo en Scacchia ludus llama a la reina a veces virgo y a veces amazona y dice que se puede mover en cada dirección. En la parte final de la obra habla de un combate entre dos reinas y hace morir y luego recuperar a la reina blanca. Al final la reina negra controla a la blanca. La partida pintada por Anguissola alude a la búsqueda de primacía femenina. El tablero de ajedrez es un pretexto para aludir a que las verdaderas reinas son por lo tanto las dos hermanas Anguissola, que pasan su vida virtuosamente, comprometiéndose en un ejercicio educativo.